# フェロザ・アジズ

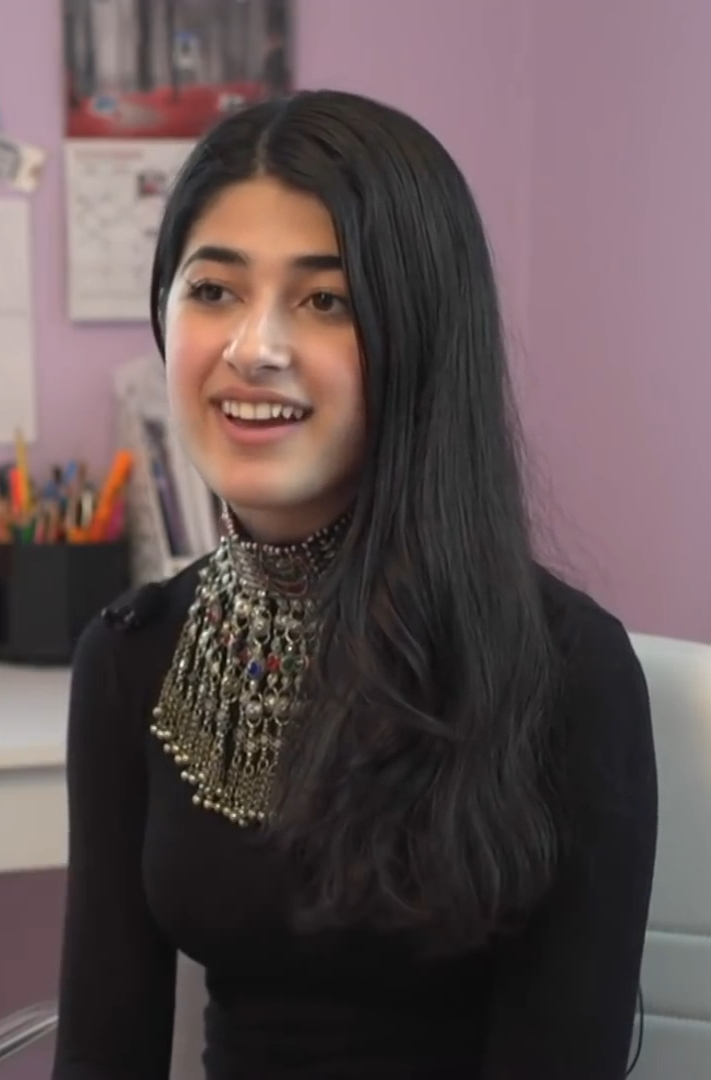

フェロザ・アジズ（ダリー語: فیروزہ عزیز フェローザ・アズィーズ、英語: Feroza Aziz、2002年 - ）は、TikTokなどで動画をアップロードしているアフガニスタン系アメリカ人女性。Twitterにおける自身のプロフィール欄では人権活動家を名乗っている。

## メイク動画を装って中国の人権蹂躙を告発
2019年11月、メイク指導を装いながら中国による新疆ウイグル自治区のイスラーム教徒弾圧を告発する動画を中国の動画アプリTikTokにアップロードして、150万回以上再生された。しかし、TikTokにより動画が削除されて、アカウントも凍結された。これを受けて11月25日、フェローザは自身のTwitterで「ねえみんな、中国が自国の強制収容所でイスラーム教徒に対してやっていることについて話した私のTikTokの動画が最近バズったんだ。TikTokは、私が事実を周知しようとしたためアカウントを停止した。ここで共有して下さい！！」と投稿した。
TikTokは、あくまでもテロ対策方針に違反する動画が問題であって中国を批難する動画を問題として凍結したのではないと繰り返し主張しつつも、アカウント凍結はミスであったとしてフェローザに謝罪した上でアカウントを復活させた。